# Albert I de Gorízia
Albert I de Görz o Gorízia de la casa dels Meinardins fou el fill més jove de Meinhard III, comte de Gorizia (Meinard I de Gorízia-Tirol), que havia heretat el comtat de Tirol el 1253.
Després de compartir l'herència del seu pare, consistent en els comtats de Gorizia i de Tirol, amb el seu germà gran Meinard II de Gorízia-Tirol, el 1271 van decidir dividir-la i a Albert li va ser adjudicat el comtat de Gorízia (Görz) mentre el seu germà gran es quedava amb el comtat de Tirol. Va lluitar contra la República de Venècia per defensar les seves possessions a Ístria, i va ser capaç d'augmentar les seves terres a la Marca de Carniola.
Albert es va casar amb Eufèmia, filla del duc piast, Conrad I de Głogów, i després de la seva mort el 1275, es va casar en segones noces amb Eufèmia d'Ortenburg. Va tenir dos fills:
- Enric III de Gorízia, nascut el 1263, comte de Gorízia 1304-1323
- Albert II de Gorízia, comte de Gorizia 1304-1325

Albert va morir en 1304, però la línia meinardina del comtat de Görz o Gorizia (Gorízia) va sobreviure fins a la mort del seu descendent el comte Leonard el 1500.